# Ngày Hiến Máu Thế giới
Ngày Hiến Máu Thế giới, viết tắt là WBDD (World Blood Donor Day) là ngày 14 tháng 6, được Tổ chức Y tế Thế giới (WHO) đề xuất năm 2004 và được Liên Hợp Quốc tán thành. Sự kiện cổ vũ nâng cao nhận thức về sự cần thiết hiến máu và chế phẩm máu an toàn, và cảm ơn các nhà tài trợ hiến máu, quà tặng cuộc sống tiết kiệm tự nguyện của họ về máu.
Năm 2005, tại Đại hội đồng Y tế Thế giới lần thứ 58, Ngày Hiến máu Thế giới ra đời và trở thành sự kiện thường niên toàn cầu để tôn vinh những người hiến máu.
Ngày 14/6 cũng là ngày sinh của Giáo sư Karl Landsteiner, người đã phát hiện ra hệ thống nhóm máu ABO vào năm 1900. Phát hiện này là đóng góp quan trọng cho lĩnh vực y học, giúp cho việc truyền máu an toàn và hiệu quả hơn.
Ngày Hiến Máu Thế giới là một trong tám chiến dịch y tế công cộng toàn cầu chính thức Tổ chức Y tế Thế giới.